# Copa de China 2009
La Copa de China de 2009 fue una competición internacional de
patinaje artístico sobre hielo, la tercera del Grand Prix de patinaje artístico sobre hielo de la temporada 2009-2010. Organizada
por la federación china de patinaje, tuvo lugar en Pekín, entre
el 20 de octubre y el 1 de noviembre de 2009. Hubo competiciones en las
modalidades de patinaje individual masculino, femenino, patinaje en
parejas y danza sobre hielo y sirvió como clasificatorio para la
Final del Grand Prix de 2009.

## Resultados

### Patinaje individual masculino
| Clasificación | Nombre              | País           | Total  | Programa corto | Programa corto | Programa libre | Programa libre |
| ------------- | ------------------- | -------------- | ------ | -------------- | -------------- | -------------- | -------------- |
| 1             | Nobunari Oda        | Japón          | 239,58 | 1              | 83,35          | 1              | 156,23         |
| 2             | Evan Lysacek        | Estados Unidos | 232,17 | 3              | 80,80          | 2              | 151,37         |
| 3             | Serguéi Voronov     | Rusia          | 220,39 | 2              | 81,40          | 3              | 138,99         |
| 4             | Samuel Contesti     | Italia         | 207,85 | 4              | 72,08          | 4              | 135,77         |
| 5             | Yannick Ponsero     | Francia        | 195,12 | 6              | 66,65          | 6              | 128,47         |
| 6             | Stephen Carriere    | Estados Unidos | 195,08 | 7              | 65,24          | 5              | 129,84         |
| 7             | Yang Chao           | China          | 189,99 | 8              | 65,10          | 8              | 124,89         |
| 8             | Kevin Reynolds      | Canadá         | 188,47 | 11             | 60,12          | 7              | 128,35         |
| 9             | Guan Jinlin         | China          | 187,95 | 5              | 66,70          | 9              | 121,25         |
| 10            | Denis Ten           | Kazajistán     | 182,63 | 9              | 64,05          | 10             | 118,58         |
| 11            | Armin Mahbanoozadeh | Estados Unidos | 176,53 | 12             | 59,54          | 11             | 116,99         |
| 12            | Xu Ming             | China          | 163,57 | 10             | 61,02          | 12             | 102,55         |

### Patinaje individual femenino
| Clasificación | Nombre           | País           | Total  | Programa corto | Programa corto | Programa libre | Programa libre |
| ------------- | ---------------- | -------------- | ------ | -------------- | -------------- | -------------- | -------------- |
| 1             | Akiko Suzuki     | Japón          | 176,66 | 4              | 59,52          | 1              | 117,14         |
| 2             | Kiira Korpi      | Finlandia      | 163,27 | 2              | 61,20          | 3              | 102,07         |
| 3             | Joannie Rochette | Canadá         | 163,18 | 7              | 52,12          | 2              | 111,06         |
| 4             | Rachael Flatt    | Estados Unidos | 157,71 | 5              | 58,80          | 5              | 98,91          |
| 5             | Mirai Nagasu     | Estados Unidos | 155,38 | 1              | 62,20          | 6              | 93,18          |
| 6             | Carolina Kostner | Italia         | 154,18 | 3              | 61,12          | 7              | 93,06          |
| 7             | Fumie Suguri     | Japón          | 145,99 | 6              | 55,46          | 8              | 90,53          |
| 8             | Diane Szmiett    | Canadá         | 144,28 | 11             | 44,24          | 4              | 100,04         |
| 9             | Liu Yan          | China          | 132,80 | 8              | 51,28          | 9              | 81,52          |
| 10            | Beatrisa Liang   | Estados Unidos | 131,39 | 9              | 50,76          | 10             | 80,63          |
| 11            | Geng Bingwa      | China          | 121,20 | 10             | 47,64          | 11             | 73,56          |
| Abandonó      | Xu Binshu        | China          |        | 12             | 37,08          |                |                |

### Patinaje en parejas
| Clasificación | Nombre                                  | País           | Total  | Programa corto | Programa corto | Programa libre | Programa libre |
| ------------- | --------------------------------------- | -------------- | ------ | -------------- | -------------- | -------------- | -------------- |
| 1             | Shen Xue / Zhao Hongbo                  | China          | 200,97 | 1              | 72,28          | 1              | 128,69         |
| 2             | Zhang Dan / Zhang Hao                   | China          | 186,49 | 4              | 61,92          | 2              | 124,57         |
| 3             | Tatiana Volosozhar / Stanislav Morozov  | Ucrania        | 170,79 | 2              | 62,98          | 3              | 107,81         |
| 4             | Meagan Duhamel / Craig Buntin           | Canadá         | 157,60 | 5              | 55,08          | 4              | 102,52         |
| 5             | Lubov Iliushechkina / Nodari Maisuradze | Rusia          | 153,30 | 3              | 62,54          | 7              | 90,76          |
| 6             | Dong Huibo / Wu Yiming                  | China          | 146,49 | 6              | 50,32          | 5              | 96,17          |
| 7             | Amanda Evora / Mark Ladwig              | Estados Unidos | 140,32 | 7              | 48,02          | 6              | 92,30          |
| 8             | Vanessa James / Yannick Bonheur         | Francia        | 134,77 | 8              | 47,28          | 8              | 87,49          |

### Danza sobre hielo
| 1 | Tanith Belbin / Benjamin Agosto     | Estados Unidos | 194,51 | 1 | 38,33 | 1 | 60,33 | 1 | 95,85 |
| 2 | Jana Jojlova / Serguéi Novitski     | Rusia          | 180,57 | 2 | 36,30 | 2 | 56,48 | 3 | 87,79 |
| 3 | Federica Faiella / Massimo Scali    | Italia         | 179,92 | 3 | 35,37 | 3 | 54,59 | 2 | 89,96 |
| 4 | Anna Zadorozhniuk / Sergei Verbillo | Ucrania        | 158,09 | 6 | 29,43 | 4 | 50,22 | 6 | 78,44 |
| 5 | Alexandra Zaretski / Roman Zaretski | Israel         | 156,86 | 4 | 30,88 | 7 | 46,95 | 5 | 79,03 |
| 6 | Kaitlyn Weaver / Andrew Poje        | Canadá         | 151,87 | 5 | 30,40 | 9 | 41,11 | 4 | 80,36 |
| 7 | Huang Xintong / Zheng Xun           | China          | 151,40 | 8 | 27,87 | 5 | 48,33 | 7 | 75,20 |
| 8 | Madison Chock / Greg Zuerlein       | Estados Unidos | 149,17 | 7 | 28,76 | 6 | 47,27 | 8 | 73,14 |
| 9 | Yu Xiaoyang / Wang Chen             | China          | 137,76 | 9 | 24,73 | 8 | 42,36 | 9 | 70,67 |